# Schweizer Standardwagen
Als Schweizer Standardwagen, französisch Tramway standard suisse, wird eine nach einheitlichen Konstruktionsprinzipien hergestellte Serie meterspuriger Strassenbahn-Motor- und Anhängewagen in Grossraumbauweise bezeichnet. Die vierachsigen und für den Fahrgastfluss nach Peter Witt ausgelegten Fahrzeuge basieren auf zwei ab 1940 beziehungsweise 1941 an die Strassenbahn Zürich gelieferten Baureihen. 1944 entwickelte der Verband schweizerischer Transportanstalten (VST) daraus ein Konzept für landesweit einsetzbare Einheitsstrassenbahnfahrzeuge.
Die Standardwagen wurden bis 1973 von verschiedenen einheimischen Herstellern gefertigt und ausser nach Zürich auch an die Strassenbahn Basel, die Strassenbahn Bern, die Strassenbahn Genf, die Strassenbahn Luzern und die Strassenbahn Neuenburg geliefert. In der Schweiz sind Standardwagen heute nur noch in Basel im Einsatz. Gebrauchte Züge verkehren ausserdem in Rumänien bei der Strassenbahn Iași sowie in Nordkorea bei der Strassenbahn Pjöngjang. Gebrauchte Anhängewagen sind ausserdem in Serbien bei der Strassenbahn Belgrad und in der Ukraine bei der Strassenbahn Winnyzja anzutreffen.
Die zusammen 261 viermotorigen Motorwagen werden auch als Be 4/4 beziehungsweise bis zur 1956 erfolgten Reform der Wagenklassen als Ce 4/4 bezeichnet. Die insgesamt 216 Anhängewagen entsprechend als B4 beziehungsweise C4, ab 1963 als B. In Zürich wurden die Standardwagen in Anlehnung an die komfortablen US-amerikanischen Eisenbahnwagen auch Pullmanwagen genannt.

## Geschichte
Im November 1940 lieferte die Schweizerische Wagons- und Aufzügefabrik AG Schlieren-Zürich (SWS) zusammen mit der Maschinenfabrik Oerlikon (MFO) den ersten von zunächst 20 Motorwagen der Serie Ce 4/4 351–370 an die Städtische Strassenbahn Zürich, ab 1941 folgten die 18 Motorwagen der Serie Ce 4/4 401–418, die von SWS zusammen mit Brown, Boveri & Cie. (BBC) geliefert wurden.
Beide Varianten waren sich äusserlich ähnlich, unterschieden sich aber technisch. Die von SWS und MFO gelieferten Wagen mit Stahlwagenkasten waren schwerer als die von SWS und BBC gelieferten Wagen mit Aluminiumwagenkasten, die auch als Leichtmotorwagen bezeichnet wurden. Die Bedienung der beiden Serien war unterschiedlich: die MFO verwendete einen Fahrschalter, der mit einer Handkurbel bedient wurde, weshalb die Wagen Kurbeli genannt wurden, im Gegensatz zu den Wagen von BBC, die nach dem Vorbild der US-amerikanischen PCC-Wagen mit Pedalen bedient wurden, was ihnen den Namen Pedaler einbrachte. MFO verwendete eine elektropneumatische, BBC eine elektromagnetische Schützensteuerung. Die Drehgestelle von MFO waren klassische Drehgestelle mit zwei in einem Drehgestellrahmen gelagerten Tatzlagerfahrmotoren, bei den Leichtmotorwagen kamen erstmals die Simplex-Drehgestelle der Bauform 2 zum Einsatz, die keinen Drehgestellrahmen aufwiesen und voll abgefederte Motoren ermöglichten.
Auf Basis dieser beiden Typen präsentierte der VST schliesslich 1944 seine Pläne für einen landesweiten Einheitswagen mit ursprünglich vier Unterbaureihen, um die damals vorherrschenden personalintensiven zweiachsigen Fahrzeuge mit Holzaufbau ersetzen zu können. Ziel war es die Schweizer Tramnetze gegenüber dem Trolleybus einerseits und dem zunehmenden motorisierten Individualverkehr andererseits konkurrenzfähig zu machen. Das Konzept sah auch einen vollständig neu konzipierten Anhängewagentyp vor, der zuerst nach Zürich geliefert wurde.
| Typ Ia | Leichter Einrichtungs-Triebwagen, vorwiegend für Soloeinsätze konzipiert, jedoch begrenzt Betrieb mit einem Anhängewagen des Typs A möglich                       |
| Typ Ib | Schwerer Einrichtungs-Triebwagen, vorwiegend für Betrieb mit einem Anhängewagen konzipiert, jedoch begrenzt auch Betrieb mit zwei Anhängewagen des Typs A möglich |
| Typ II | Leichter Zweirichtungs-Triebwagen mit mittlerem Fassungsvermögen                                                                                                  |
| Typ A  | Leichter Einrichtungs-Anhängewagen |

Der kurze Zweirichtungswagen des Typs II ging mit lediglich drei Exemplaren nach Neuenburg. Der kurze Wagenkasten hatte nur fünf statt sieben Seitenfenster, dadurch war auch die Verjüngung an den Wagenenden deutlich geringer als bei den übrigen Standardwagen. Nachträglich wurde 1947 ein weiterer, mittelschwerer Typ Iab eingeführt, der die gewichts- und leistungsmässige Lücke zwischen den Typen Ia und Ib schliessen sollte. Besondere Merkmale der Standardwagen im Vergleich zu den bisherigen Fahrzeuggenerationen waren ihre pneumatischen Falttüren, die geschlossene Fahrerkabine, fest eingebaute Sitze für Fahrer und Kondukteur, der selbsttragende Wagenkasten, die sogenannte Hechtwagen-Bauweise mit markanter Verjüngung an Front und Heck, die Reihenbestuhlung in 2+1-Anordnung, die fehlenden Trennwände im Innenraum sowie die Höchstgeschwindigkeit von 55 beziehungsweise 60 km/h bei den Motorwagen und 60 beziehungsweise 65 km/h bei den Anhängewagen. Die sechs Städte wurden wie folgt mit Standardwagen ausgestattet, aufgrund kriegsbedingter Materialknappheit kam die Produktion zunächst nur schleppend in Gang:
| Betrieb      | Typ         | Stück                            | Nummern | Hersteller                                                      | kW                    | Gewicht                                                                                            | Sitzplätze    | Stehplätze          | Baujahre                                                                   | Abbildung |
| ------------ | ----------- | -------------------------------- | --- | --------------------------------------------------------------- | --------------------- | -------------------------------------------------------------------------------------------------- | ------------- | ------------------- | -------------------------------------------------------------------------- | --------- |
| BVB Basel    | Ib A        | 022 030 04 020 015 091           | 401–422 423–452 453–456 457–476 1401–1415 1416–1506                                                                                      | SWP / BBC SWP / BBC DWA / FFA SWP / FFA                         | 264 0                 | 19,6 t 20,0 t 09,3 t 10,1 t / 10,16 t                                                              | 28 26 25 / 27 | 72 69 67 79 80 / 81 | 1948–1949 1950–1951 1958 1967–1968 1947–1948 1961–1972                     |           |
| SVB Bern     | Iab Ib A    | 015 010 010 010                  | 101–115, ab 1986: 601–615 121–130, ab 1986: 621–630 321–330 331–340                                                                      | SWS / BBC / MFO FFA SIG / SWS                                   | 190 215 0             | 17,4 t 17,8 t 09,7 t 10,0 t                                                                        | 27 26 25 21   | 73 74 75 89         | 1947–1948 1960–1961 1951–1952 1960–1961                                    |           |
| CGTE Genf    | Iab A       | 030 015                          | 701–730 301–315 | SWP / SAAS FFA                                                  | 260 0                 | 16,0 t 0                                                                                           | 28 0          | 72 0                | 1950–1952 1950                                                             |           |
| VBL Luzern   | Ia          | 06 04                            | 101–106 107–110 | SWP / BBC Hess / BBC                                            |                       | |               |                     | 1947 1947–1948                                                             |           |
| TN Neuenburg | II          | 03                               | 81–83, ab 1980: 581–583 | SIG / SAAS                                                      | 144                   | 13,2 t                                                                                             | 30            | 43                  | 1947                                                                       |           |
| VBZ Zürich   | Ib Ia Iab A | 020 05 040 018 02 032 060 012 03 | 351–370, ab 1947: 1351–1370 1371–1375 1376–1415 401–418, ab 1947: 1501–1518 1651–1652, dann: 1551–1552 1519–1550 711–770 787–798 799–801 | SWS / MFO SWS / BBC SWS / MFO SWS / BBC SIG FFA / SIG FFA / SWP | 212 268 252 148 192 0 | 18,0 t 20,5 t 18,6 t / 19,4 t 13,4 t / 14,6 t 15,0 t 15,0 t / 15,3 t 09,4 t / 10,1 t 10,6 t 10,2 t | 27 21 25 27   | 73 66 91 83 83      | 1940–1945 1947 1947–1954 1941–1946 1949 1949–1952 1945–1953 1962–1963 1973 |           |

Das wegweisende Konzept des Standardwagens fand auch ausserhalb der Schweiz grosse Beachtung. Verschiedene ausländische Hersteller übernahmen die markante Bauform für eigene Typen, darunter beispielsweise die Baureihen V6 und V7 der Straßenbahn Hamburg, die jugoslawischen Đuro Đaković-Wagen, der rumänische Nachbau Gb 2/2, der 1953 gebaute Wiener Prototypzug aus C 101 und c 1201 oder die Fuchs-Triebwagen 63–70 der Oberrheinischen Eisenbahn-Gesellschaft.
Zu Werbezwecken war 1955 kurzzeitig ein Zürcher Standardzug bei der Strassenbahn St. Gallen im Einsatz. Er warb für die Beibehaltung der Tramlinie 1, die jedoch im gleichen Jahr von der Bürgerschaft abgelehnt wurde. Letztlich wurde das St. Galler Tram 1957 endgültig durch den Trolleybus St. Gallen ersetzt.

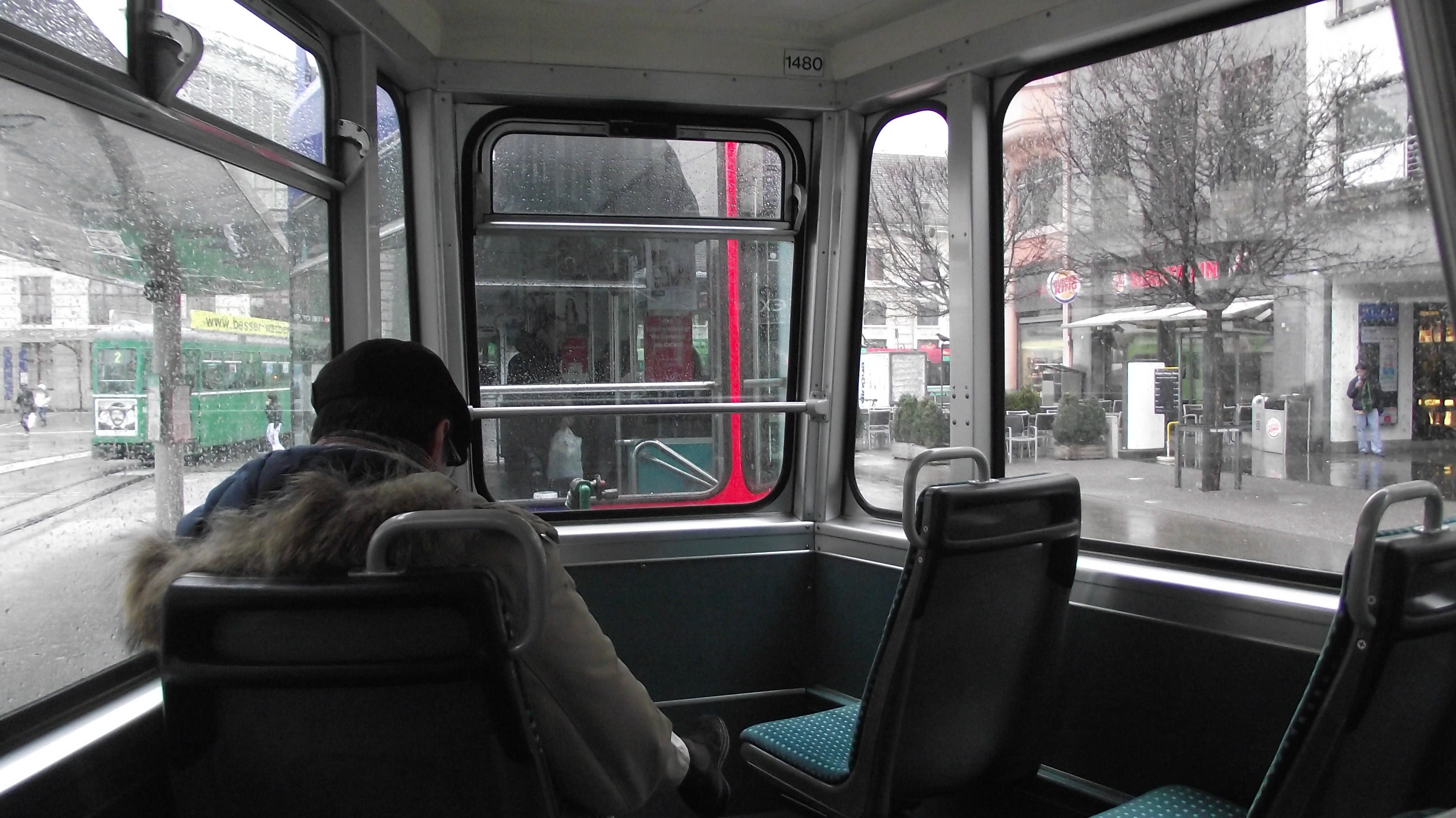
Typisch für den Standardwagen ist die spitz zulaufende Front- und Heckpartie, hier im Inneren eines Basler Anhängers
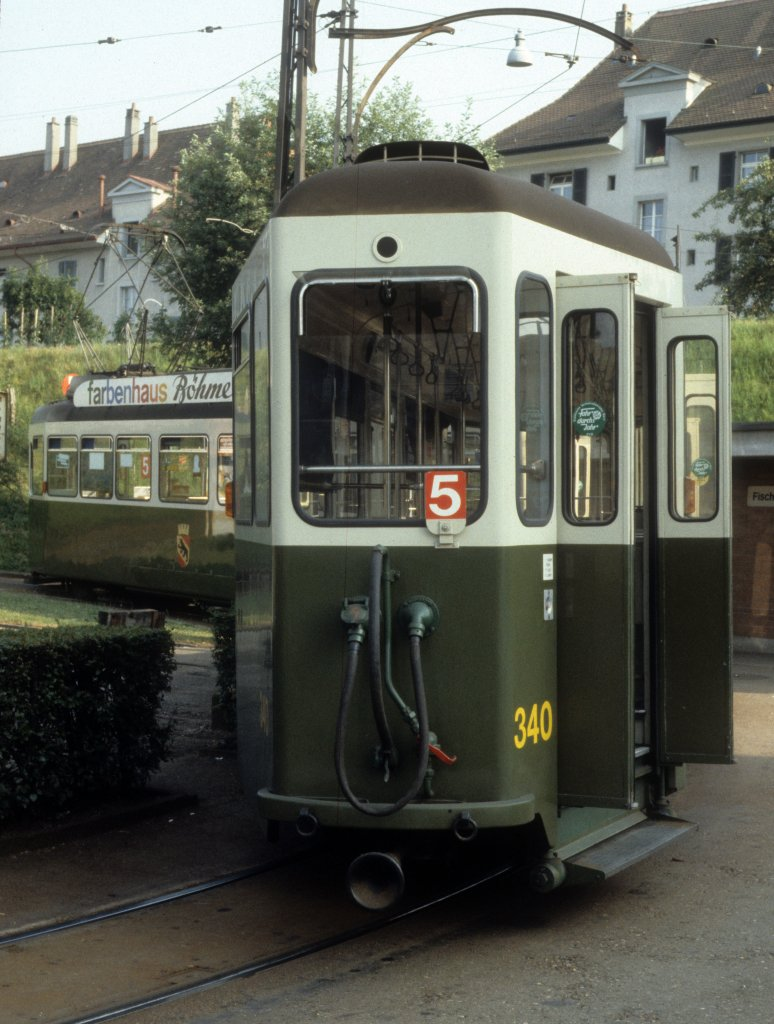
Detailansicht der Heckpartie eines Berner Anhängers
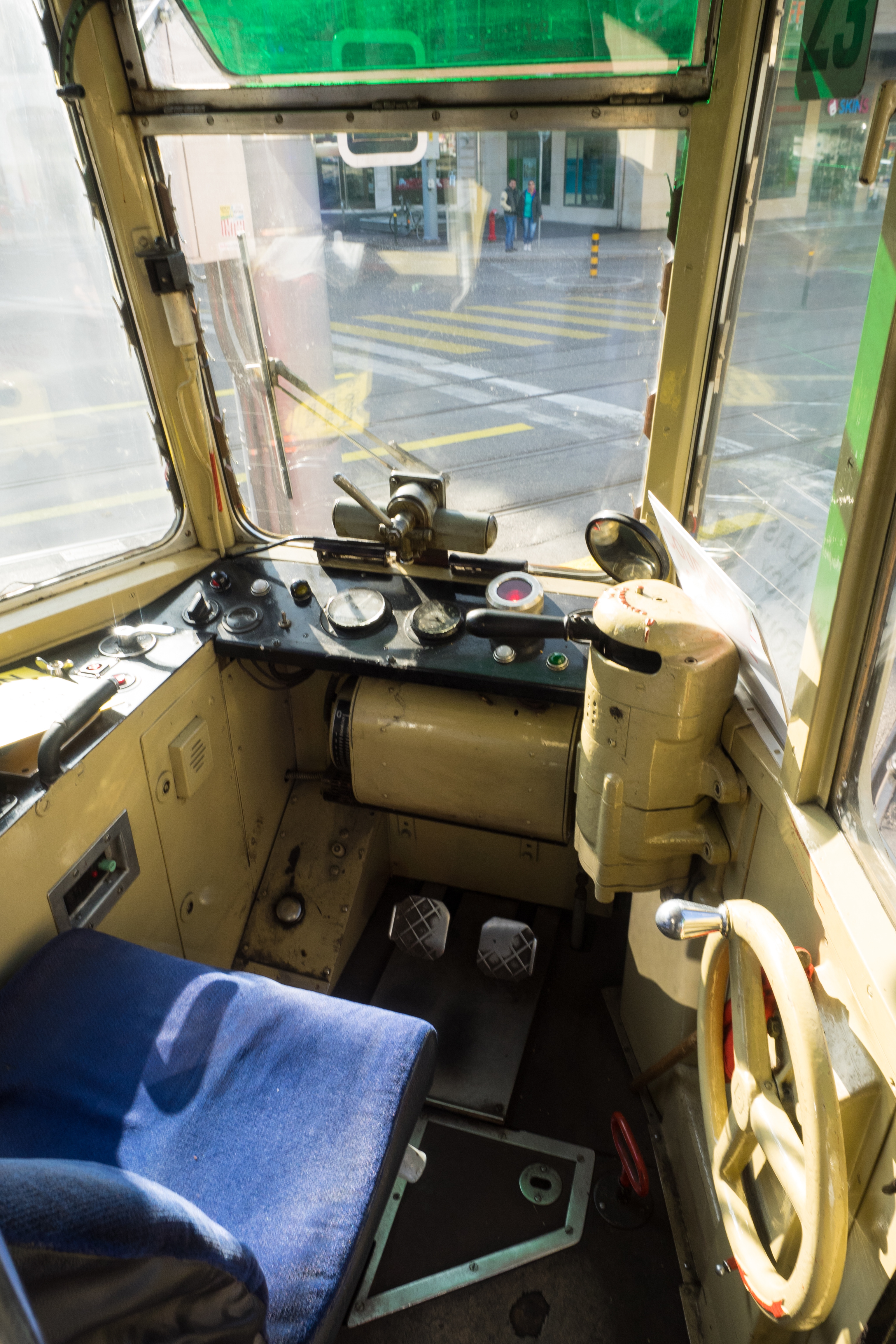
Führerstand des Genfer Museumswagens 729

## Türanordnung
Die Einrichtungsmotorwagen waren allesamt dreitürig, mit breitem hinterem Einstieg und zwei schmäleren Ausstiegen in der Mitte und vorne. Beim Anhängewagen gab es zunächst nur einen hinteren Einstieg zum Kondukteursitz und im vorderen Teil einen breiten Ausstieg. In Zürich wurde dieser in der Mitte des Fahrgastraums angeordnet, in Basel und Genf hingegen vorne. Bern beschaffte auch die Anhängewagen mit drei Türen. Zürich experimentierte 1951 beim Wagen Nummer 750 mit der Basler Anordnung, konnte sich aber damit nicht anfreunden. Für die Beschaffung 1962/63 setzte Zürich auf den dreitürigen Berner Typ, schloss sich aber für die Nachbeschaffung von nur drei Wagen einer Basler Bestellung an. In Zürich waren deshalb alle drei Türanordnungen anzutreffen. Genf kam zu dreitürigen Anhängern, als die Luzerner Wagen demotorisiert wurden.
Die drei Neuenburger Zweirichtungswagen hatten an Front und Heck zwei gleich grosse Türbereiche je Seite. Als einzige Standardwagen hatten sie ausserdem keinen festen Kondukteursitz und somit auch keinen Fahrgastfluss.

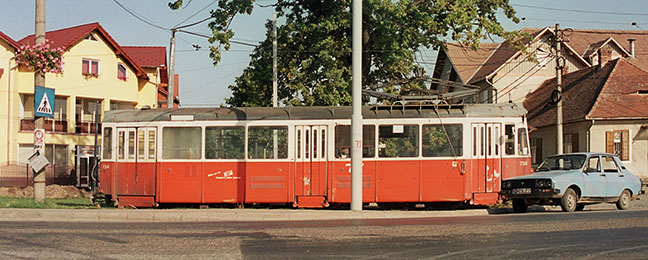
Motorwagen mit breitem Einstieg hinten und schmäleren Ausstiegen in der Mitte und vorne
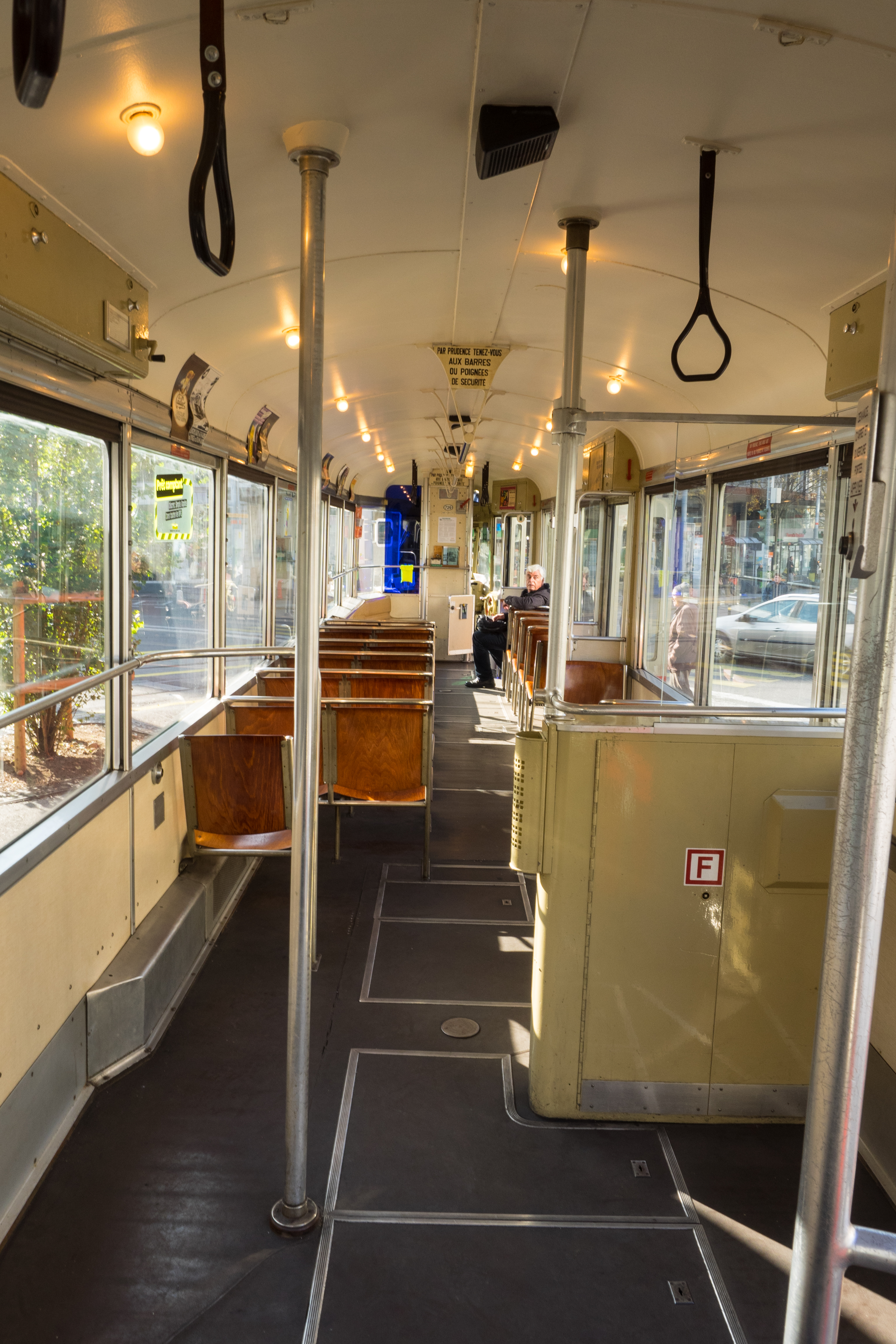
Genfer Museumswagen 729 mit Kondukteursitz

## Einsatz, Umbauten und Verbleib

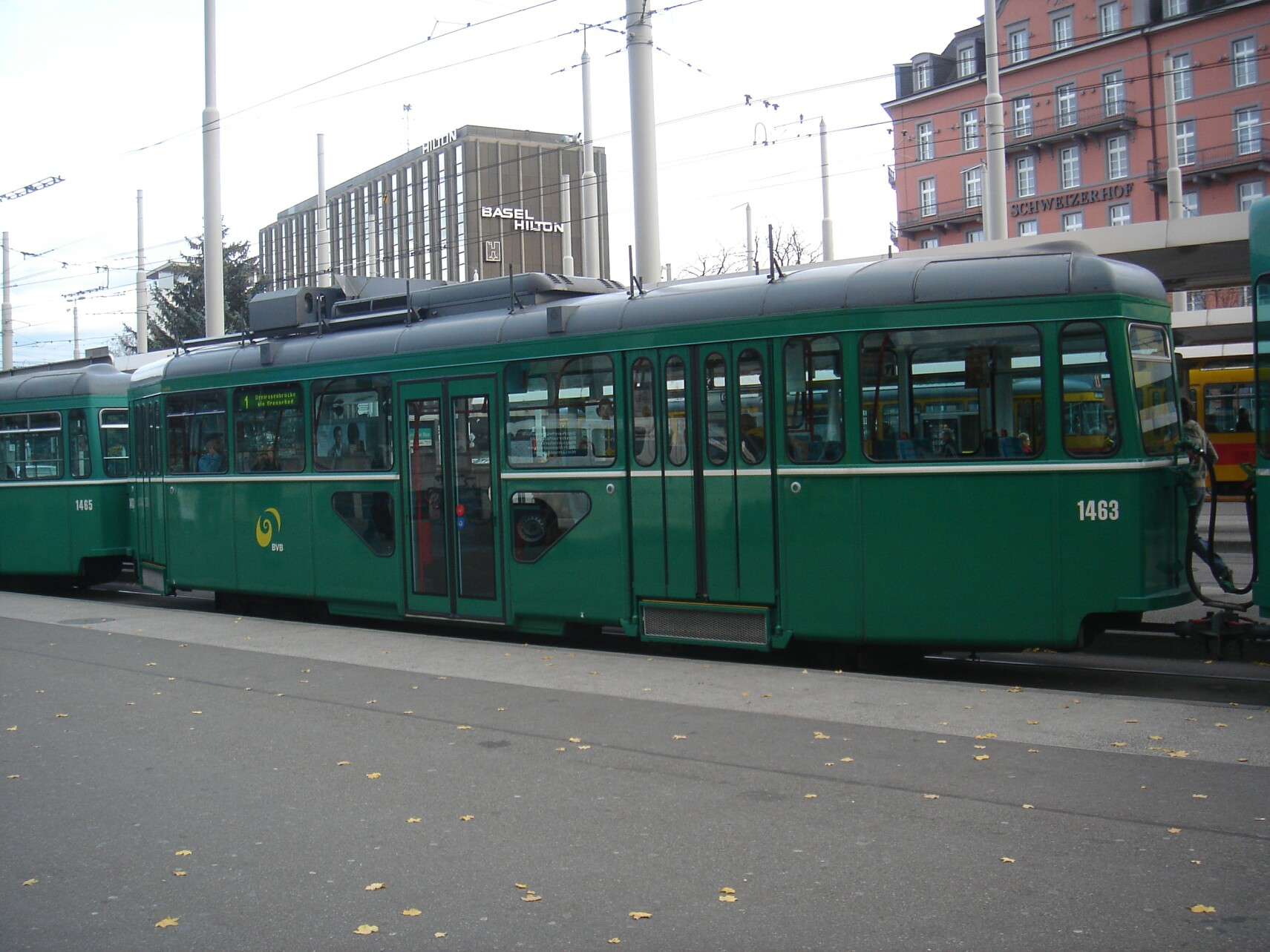
Basel: Anhänger 1463 mit Niederflur-Mittelteil

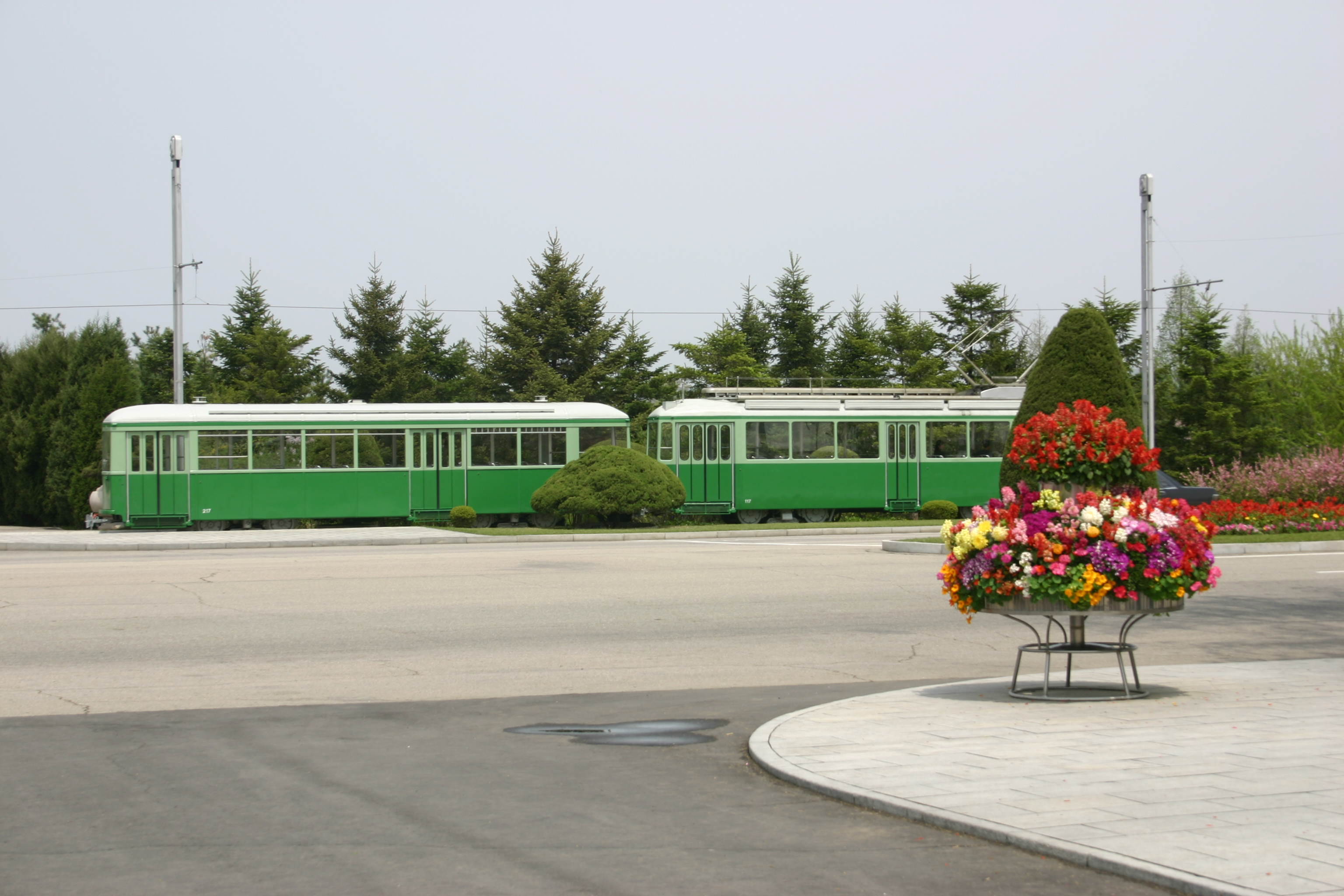
Ehemals Zürcher Standardzug in Pjöngjang

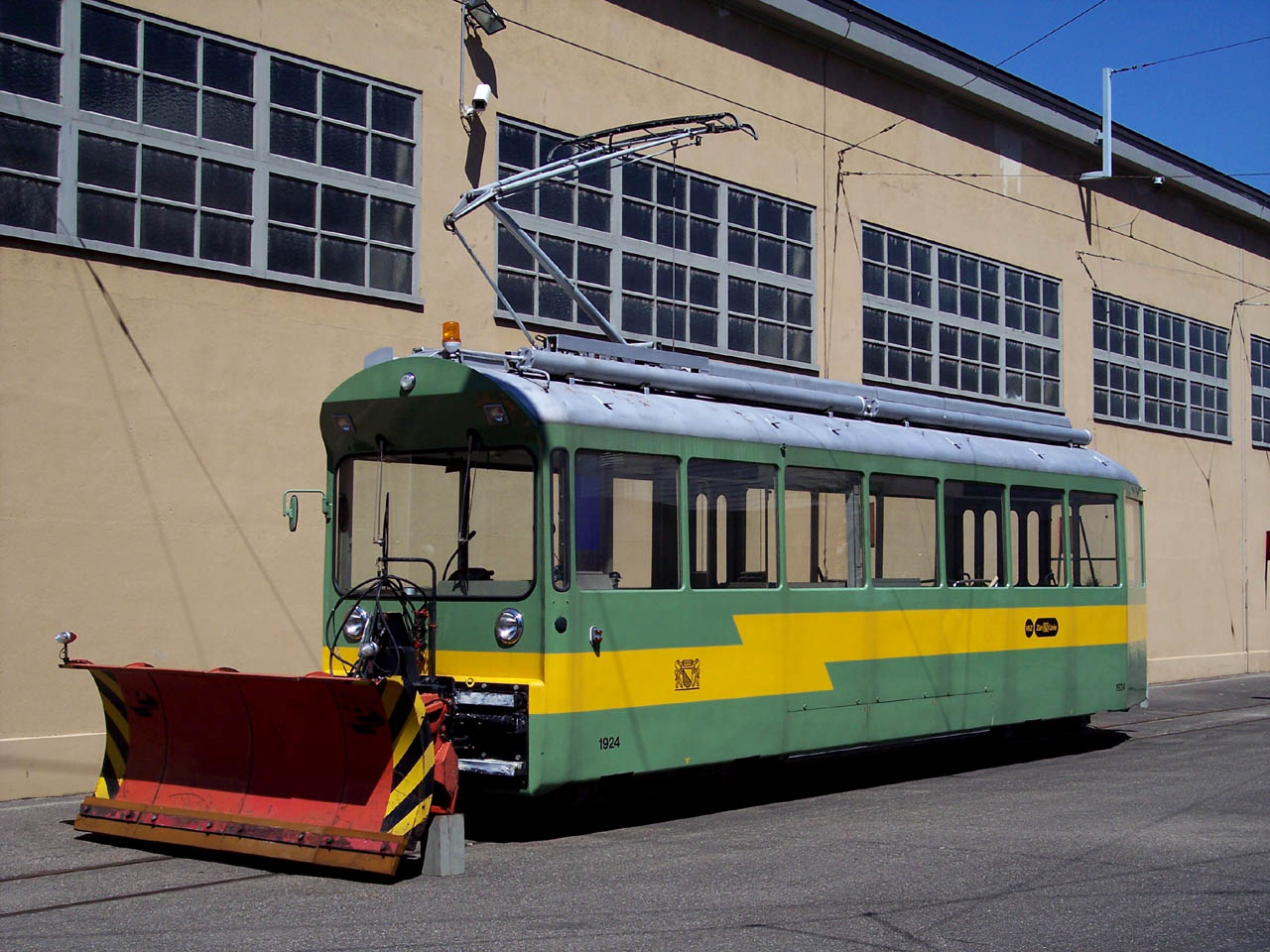
Zum Schneepflug umgebauter Standardwagen in Zürich

BaselWagen 413 der ersten Serie blieb als Museumswagen in Basel erhalten. Wagen 456 der dritten Serie wurde nach Belgrad verschenkt. Die elf jüngsten Wagen mit den Betriebsnummern 466–476 wurden zwischen 1985 und 1987 für den Einsatz als geführte Motorwagen in Mehrfachtraktionen adaptiert. Ein Wagen der älteren Serie 457–465 wurde das letzte Mal am 29. April 2016 eingesetzt, der letzte Einsatz der Serie 466–476 folgte ebenfalls noch im Laufe des Jahres 2016.
Ihre neun Anhängewagen 1404, 1408 und 1416–1422 gaben die Basler Verkehrs-Betriebe an die Baselland Transport AG (BLT) ab. 1402, 1403, 1406 und 1414 gingen vorübergehend nach Bern und später – ausgenommen 1414 – zusammen mit allen anderen Anhängewagen der ersten Serie nach Belgrad. In die 35 in Basel verbliebenen Anhängewagen der zweiten Serie wurde ein niederfluriges Mittelteil, mit zusätzlicher Einstiegsmöglichkeit, eingebaut. Diese sind – als letzte Standardwagen in der Schweiz überhaupt – weiterhin im Einsatz.
BernIn Bern blieben die beiden Standardzüge 107–327 und 621–337 museal erhalten, sie befinden sich in der Obhut des Tramvereins Bern. Neun Züge gingen ins rumänische Iași.
GenfDie Genfer Motorwagen 712, 721, 724 und 727 sowie die Anhängewagen 302, 306, 307 und 315 gingen in den Jahren 1993 bis 1996 an die Straßenbahn Hermannstadt in Rumänien. Dort wurden sie vom örtlichen Verkehrsunternehmen Tursib auf der Überlandstrecke nach Rășinari eingesetzt, bis diese 2011 stillgelegt wurde. Das Gespann 729–308 blieb hingegen als Museumszug in Genf.
LuzernDie Luzerner Wagen wurden nach der 1961 erfolgten Stilllegung des Trams an Genf abgegeben und erhielten dort die Nummern 731–740, sie wurden 1969–1970 zu Anhängewagen umgebaut.
NeuenburgDie Neuenburger Wagen waren bis in die 1980er Jahre im Einsatz, ehe sie durch die bis heute verwendete Fahrzeuggeneration abgelöst wurden. Wagen 581 wurde 1986 verschrottet, die anderen beiden waren bis 1988 in Betrieb. Wagen 582 war bis 1996 im Verkehrshaus Luzern ausgestellt, kam dann zur Strassenbahn Naumburg und steht schliesslich seit 2002 im thüringischen Wiehe auf dem Freigelände einer Modellbahnausstellung. Wagen 583 kam zur örtlichen Association Neuchâteloise des Amis du Tramway (ANAT).
ZürichDie Verkehrsbetriebe Zürich rangierten ihre letzten Standardanhänger Mitte 2008 aus, sie kamen zuletzt nur noch hinter den Mirage-Gelenktrams zum Einsatz. Die Motorwagen 1392 und 1530 sowie der Anhängewagen 732 befinden sich heute in der Obhut des Tram-Museums Zürich, der Verein Aktion pro Sächsitram betreut zusätzlich den Wagen 1408. Der Zug 1379–739 gelangte zum Musée des transports urbains, interurbains et ruraux (AMTUIR) in Chelles bei Paris, kehrte jedoch im Februar 2013 nach Zürich zurück. Anhängewagen 731 wurde 1992 zum offenen Sommerwagen für das sogenannte Fonduetram (Be 4/6 1802) umgebaut und wird seither Cabriolet genannt, er erhielt die neue Nummer 1971. Pedaler 1517 gelangte 1982 als Geschenk an die Stiftung Wagerenhof in Uster und stand auf dem Gelände der Behinderteneinrichtung. Am 15. Dezember 2015 wurde er ins Tram-Museum Zürich zur Restauration überführt. 18 komplette Kurbeli-Züge wurden 1995 nach Pjöngjang abgegeben, wo sie auf der betrieblich eigenständigen Kŭmsusan-Linie zum Einsatz kommen. Anhängewagen gingen an die Baselland Transport AG (799–801, dort neue Nummern 1301–1303), nach Bern und nach Winnyzja. Die Wagen 1351–1359 wurden schon zwischen 1980 und 1982 zu Arbeitswagen mit der neuen Bezeichnung Xe 4/4 1921–1929 umgebaut, aus einem dieser Fahrzeuge entstand wiederum das Zürcher Cargotram.

## Vorläufer und verwandte Baureihen
- Bereits 1937 lieferte SIG den vierachsigen Leichttriebwagen Ce 4/4 1 an die Biel-Meinisberg-Bahn (BMB) aus. Er war das einzige Fahrzeug mit Simplex-Drehgestellen der Bauform 1 von BBC, verfügte über eine Motor-Stundenleistung von 112 PS, war 13,6 Meter lang und wog dabei nur 13,5 Tonnen.

- 1939 erhielt die Städtische Strassenbahn Zürich mit den Motorwagen 31 und 32, die 1947 in 1031 und 1032 umbenannt wurden, zwei Vorläufer der hier behandelten Baureihe. Die beiden sogenannten Lenkdreiachser besassen ein Lenkgestell der Bauart Buchli und trugen die Typenbezeichnung Ce 2/3 beziehungsweise später Be 2/3. Sie wurden ebenfalls von SWS und MFO hergestellt und wiesen abgesehen von der Achsfolge und der Länge bereits alle Merkmale der späteren Standardwagen auf. Die beiden aufgrund ihres ruppigen Fahrverhaltens auch Geissböcke genannten Wagen waren um 1625 Millimeter kürzer als die nachfolgenden Standardwagen und hatten je Seite zwei Fenster weniger. Sie wurden 1978 ausrangiert.

- 1948 lieferten SWS und MFO der Forchbahn die Wagen BDe 4/4 9–10, deren Schützensteuerung und Drehgestelle Weiterentwicklungen der Standardwagen Ib 1375–1380 der VBZ sind.[20] Ähnliche Fahrzeuge wurden auch an die Sernftalbahn mit der Bezeichnung CFe 4/4 5–6 geliefert.

- Parallel zu den ersten für Zürich gebauten Standardwagen lieferten SIG und MFO in den Jahren 1944 und 1945 Vierachserzüge nach Bern. Diese fünf Motorwagen Ce 4/4 171–175, wegen ihrer Druckluftbremse Lufter genannt, und sechs Anhängewagen C4 313–318, die den Spitznamen Babeli erhielten, hatten einige Gemeinsamkeiten mit dem Standardwagen. Darunter die äussere Form, die Stahl- beziehungsweise Leichtmetallbauweise und die einseitig pneumatischen Falttüren bei den Motorwagen. Jedoch besassen sie noch Längssitzbänke sowie Trennwände zwischen Fahrgastraum und Einstiegsplattformen, die Höchstgeschwindigkeit betrug nur 40 km/h. Bei den Anhängewagen sowie auf der anderen Seite der Motorwagen waren ausserdem noch klassische Schiebetüren eingebaut.[21] Die Babeli wurden vom Eidgenössischen Amt für Verkehr in einer Quelle auch als VST-Typ B bezeichnet.[22]

- 1952 lieferte SWP drei ultraleichte Vierachser Be 2/4 601–603 (später 251–253) an die Basler Verkehrsbetriebe, die den Übernamen Bugatti erhielten. Sie hatten vorne ein Simplex-Drehgestell von BBC, das den leistungsschwächeren Motoren (65 PS statt 90 PS) entsprechend einen Achsstand von 1700 mm hatte gegenüber den 1850 mm der Standardwagen. Das Leergewicht erreichte lediglich 12 Tonnen. Das hintere Laufdrehgestell hatte kleine Räder mit nur 420 mm Durchmesser, was erlaubte, den Wagenboden gegen hinten abzusenken. Die hintere Plattform war auf 415 mm über Schienenoberkante. Der Wagenboden über dem Motordrehgestell war auf 840 mm gegenüber 915 mm bei den Standardwagen. In der Mitte war eine Doppeltür eingebaut. Die verjüngten Kastenenden waren weniger lang als beim Standardwagen, dementsprechend war die Front breiter. Da als Alleinfahrer konzipiert, hatten die Wagen keine Kupplung. Die geringe Antriebsleistung und das geringe Fassungsvermögen (ohne Anhänger) beschränkten die Einsatzmöglichkeiten. Sie wurden 1978 ausrangiert.[23]

- In den Jahren 1959 und 1960 beschafften die Verkehrsbetriebe der Stadt Zürich ausserdem 15 Motorwagen und 16 Anhängewagen der sogenannten Karpfen-Baureihe. Sie weisen ebenfalls zahlreiche Eigenschaften der Standardwagen auf, ihr Wagenkasten wurde jedoch in Hinblick auf die damals geplante, 1962 aber vom Volk verworfene Zürcher Tiefbahn so gestaltet, dass auch die vorderen und hinteren Türen in der Geraden liegen. Zudem waren sie für den Einbau von linksseitigen Türen vorbereitet, um auch Inselperrons bedienen zu können.

- Bezüglich der äusseren Form dem Standardwagen sehr nahe sind auch die letztbeschafften Tramvierachser in Basel, die BVB Be 4/4 477–502. Technisch wurden sie aber von den ab 1978 beschafften BLT-Gelenkwagen Be 4/6 201–266 abgeleitet.[24]

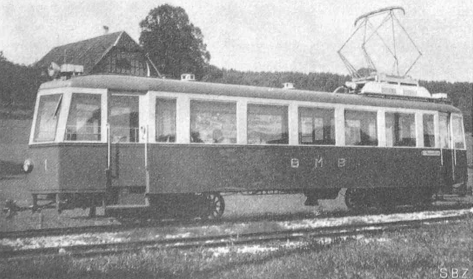
Ce 4/4 Nummer 1 der Biel-Meinisberg-Bahn
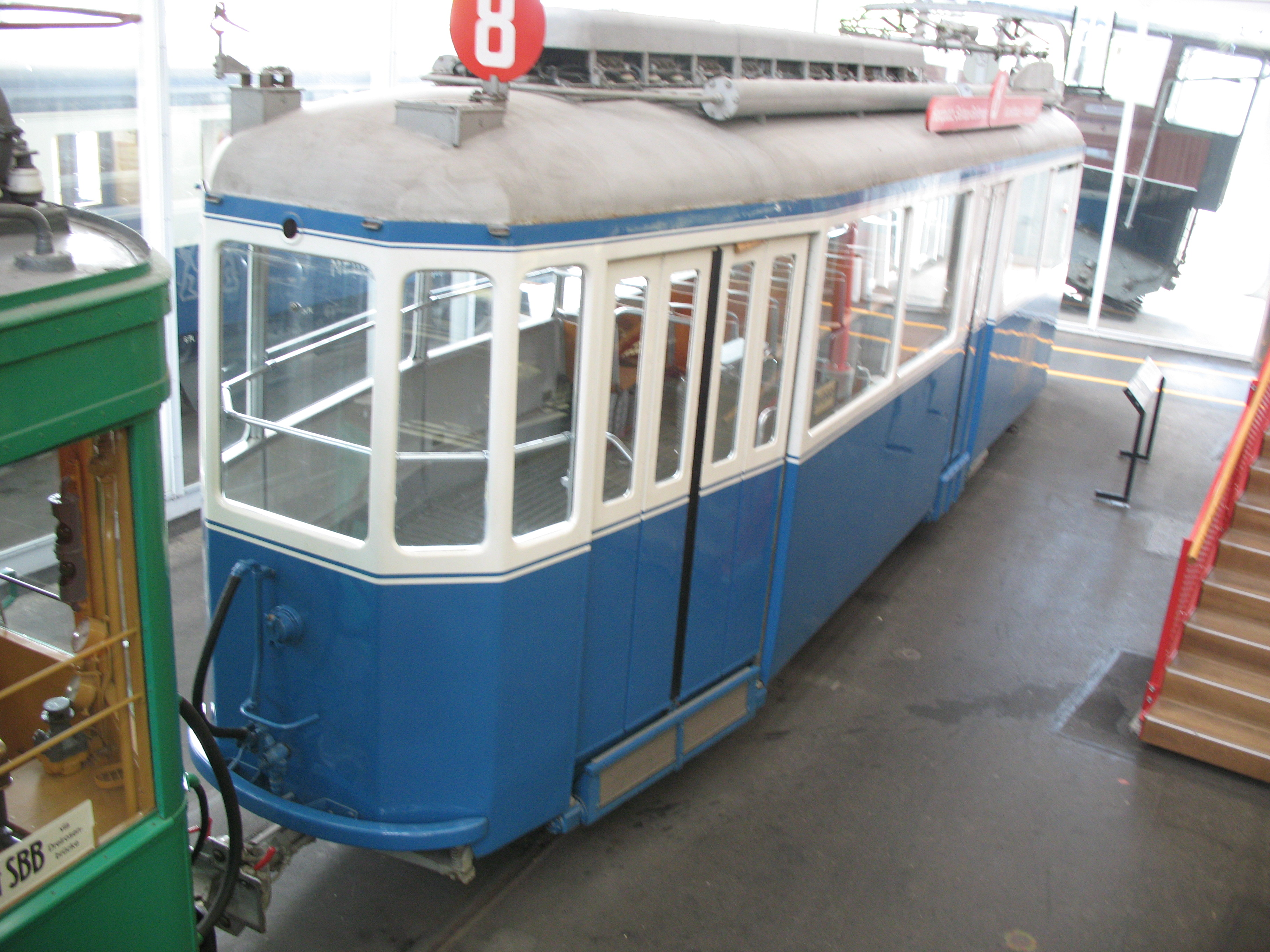
Einer der beiden Zürcher Ce 2/3 blieb bis zum 29. März 2019 im Luzerner Verkehrshaus erhalten und wurde anschliessend ins Trammuseum Zürich überführt.
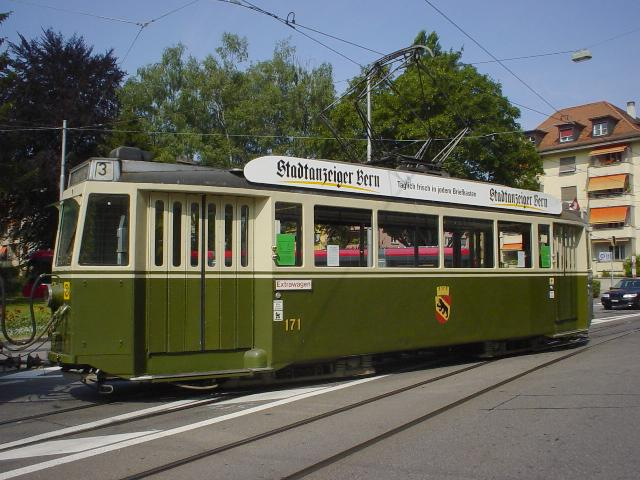
Der Berner Motorwagen 171
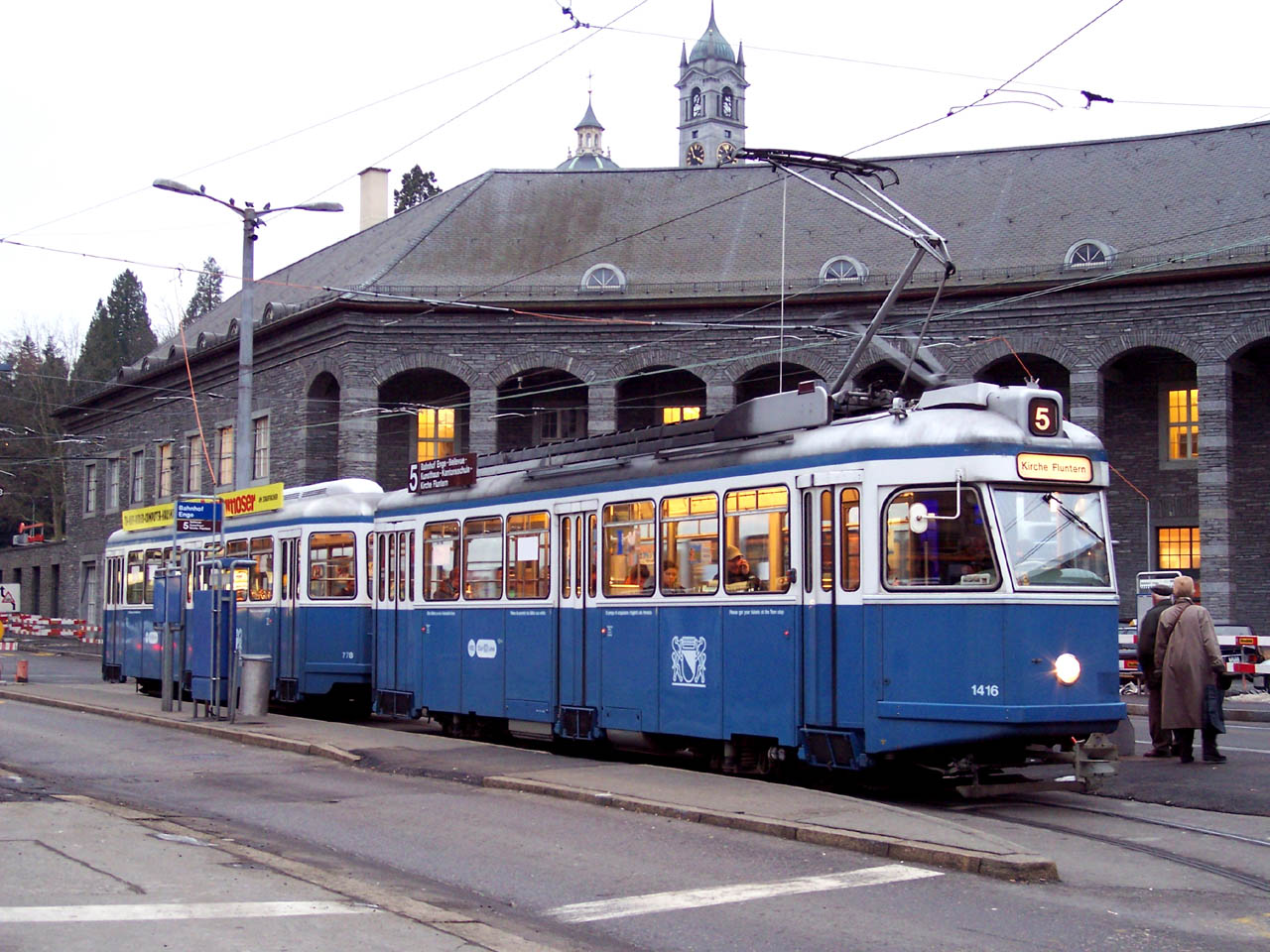
Eine Karpfen-Komposition in Zürich
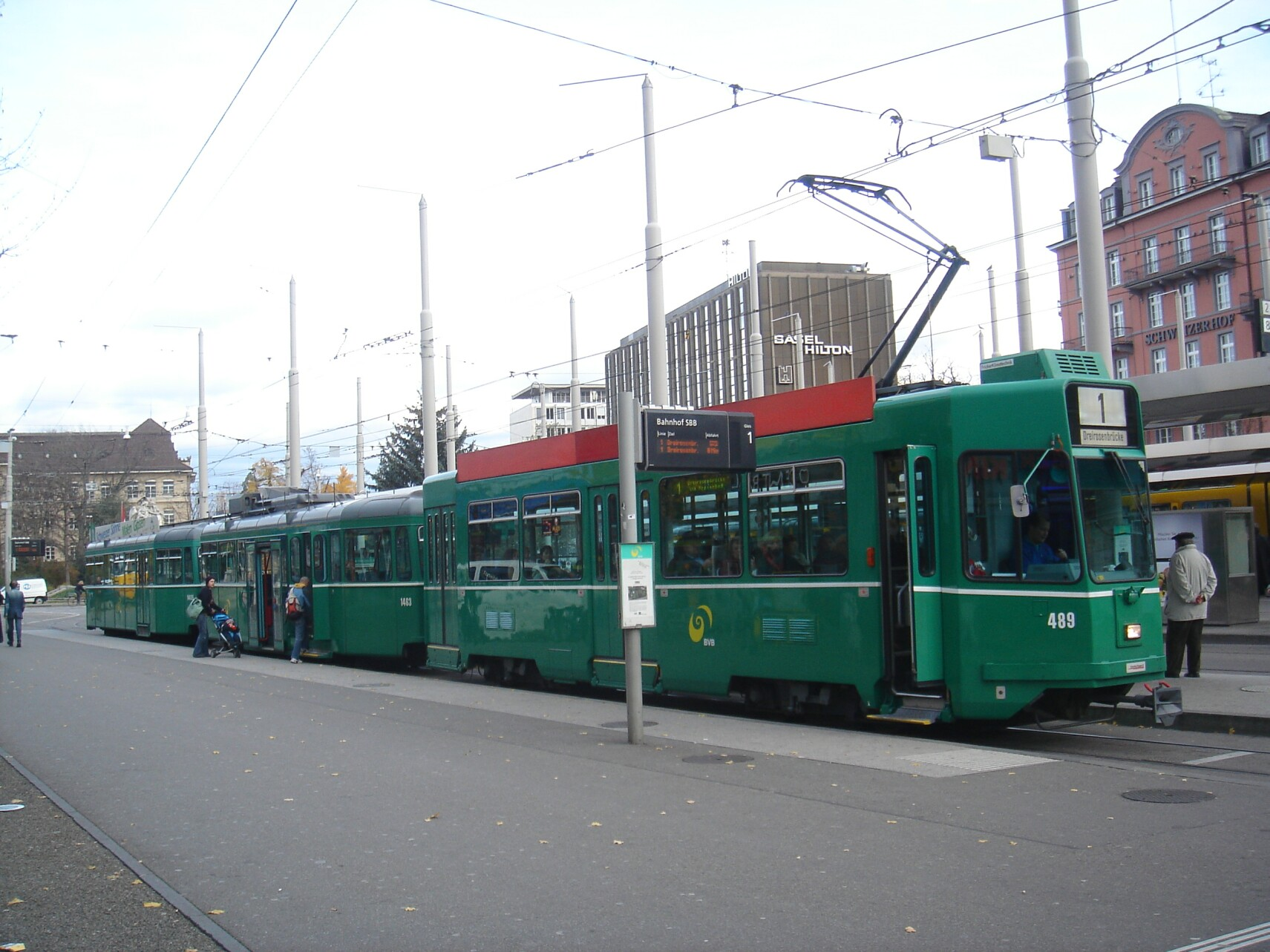
Basler Motorwagen 489 vor zwei Standard-Anhängern
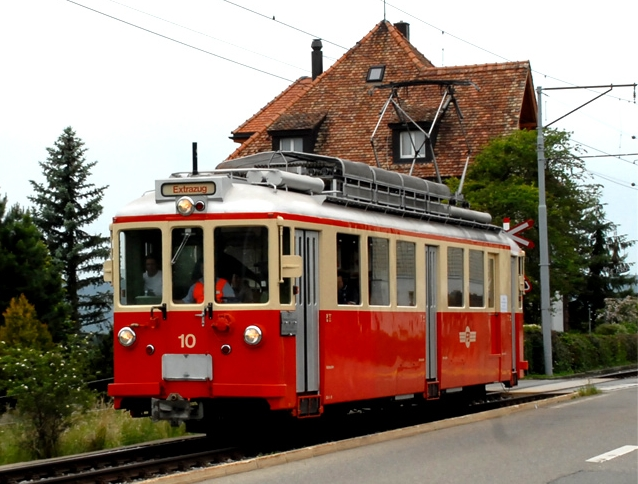
Forchbahn CFe 4/4 10